# Kangerluk
Kangerluk (antiguamente Kangerdluk) es un asentamiento en la municipalidad de Qaasuitsup, al oeste de Groenlandia. Se localiza aproximadamente en 69°29′N 53°58′O / 69.483, -53.967, en las orillas sudoccidentales de la isla de Disko. Su población ascendía a 54 habitantes en enero de 2005.